# Sybra preapicefasciata
Sybra preapicefasciata là một loài bọ cánh cứng trong họ Cerambycidae.